# Sospirolo
Sospirolo é uma comuna italiana da região do Vêneto, província de Belluno, com cerca de 3.193 habitantes. Estende-se por uma área de 65 km², tendo uma densidade populacional de 49 hab/km². Faz fronteira com Belluno, Cesiomaggiore, Gosaldo, Rivamonte Agordino, San Gregorio nelle Alpi, Santa Giustina, Sedico.

## Demografia
| Variação demográfica do município entre 1861 e 2011                               |
|                                                                                   |
| Fonte: Istituto Nazionale di Statistica (ISTAT) - Elaboração gráfica da Wikipedia |